# Paul Timper
Paul Timper, né le 16 mars 1937 à Etterbeek et mort le 4 janvier 2010 à Athis (Honnelles) est un peintre et céramiste belge contemporain.

## Biographie
Élève de l'atelier de peinture de Léon Devos à l’Académie de Bruxelles, puis de Fernand Wéry et de l'atelier d'art mural de Roger Somville à l’Académie de Watermael Boisfort, Paul Timper rejoint en 1962 l’Atelier de la céramique de Dour, que Somville a fondé en 1958 à l’initiative d' Émile Cavenaille; il y travaille avec les sœurs Bataille (Thérèse et Marie Henriette) ainsi que Claire Lambert, ses fidèles complices. Il fait partie de Force Murale avec Roger Somville. Membre fondateur du Mouvement réaliste (1969), il prend part, entre autres, aux travaux que la STIB confie à Somville dans la station de métro Hankar (1975-76, fresque « Notre temps »), et, en tant membre du Collectif d'art public (1979) participe à la réalisation de la nouvelle coupole du Théâtre royal de La Monnaie (1986).  En 1987, il collabore à Louvain-la-Neuve à la création de la  fresque "Qu'est ce qu'un intellectuel ?",  un projet de Roger Somville.  Il peint à Bruxelles en 1990 pour l'exécutif de la Communauté française de Belgique son propre projet, une fresque développant le thème allégorique de l’homme-oiseau, avec l'aide de Marie Henriette Bataille , Marc Bolly et Xavier Crols.
À côté de nombreuses expositions collectives ou personnelles (Galerie Racine à Bruxelles en 1984, salle Saint George à Mons en 1988, galerie du Parvis à Saint Gilles en 1991, salle Hainaut Tourisme à Mons en 1992, galerie Marc Dengis à Bruxelles en 1996, galerie Elias à Anvers en 1999, musées des Beaux-Arts de Mons en 2003, galerie 15 à Lille en 2004, maison de la Laïcité à Mons en 2007, etc.), Paul Timper enseigne de 1973 à 1995 la céramique à l'Académie de Watermael-Boitsfort.

## Œuvres
Au travers des différents genres qu’il a abordés – nu, portrait, paysage et scènes de genre – Paul Timper a donné une forte dimension picturale à ses peintures, portée par de larges coups de pinceau et des aplats de couleurs soutenues, qui confèrent à son œuvre lyrisme et monumentalité, un art qui a du souffle et qui réussit ces noces peu communes du rêve et de la rigueur.
Œuvres conservées au Cabinet des Estampes de la Bibliothèque royale de Belgique, dans les collections de la Communauté française de Belgique, de la province de Hainaut, ainsi qu’aux musées Gaspar (collection de l'Institut Archéologique du Luxembourg) à Arlon, de Verviers et de Mons.